# العلاقات الأوغندية الإستونية
العلاقات الأوغندية الإستونية هي العلاقات الثنائية التي تجمع بين أوغندا وإستونيا.

## مقارنة بين البلدين
هذه مقارنة عامة ومرجعية للدولتين:
| وجه المقارنة                                              | أوغندا                        | إستونيا                                                                             |
| --------------------------------------------------------- | ----------------------------- | ----------------------------------------------------------------------------------- |
| المساحة (كم2)                                             | 241.04 ألف                    | 45.34 ألف                                                                           |
| عدد السكان (نسمة)                                         | 42.86 مليون                   | 1.32 مليون                                                                          |
| الكثافة السكانية (ن./كم²)                                 | 177.81                        | 29.11                                                                               |
| العاصمة                                                   | كامبالا                       | تالين                                                                               |
| اللغة الرسمية                                             | لغة إنجليزية، اللغة السواحلية | اللغة الإستونية                                                                     |
| العملة                                                    | شيلينغ أوغندي                 | يورو، كرون إستوني، كرون إستوني، المارك الإستوني                                     |
| الناتج المحلي الإجمالي (بليون دولار)                      | 25.89 مليار                   | 25.92 مليار                                                                         |
| الناتج المحلي الإجمالي (تعادل القوة الشرائية) بليون دولار | 72.25 مليار                   | 38.11 مليار                                                                         |
| الناتج المحلي الإجمالي الاسمي للفرد دولار أمريكي          | 705                           | 17.79 ألف                                                                           |
| الناتج المحلي الإجمالي للفرد دولار أمريكي                 | 1.77 ألف                      | 28.14 ألف                                                                           |
| مؤشر التنمية البشرية                                      | 0.483                         | 0.871                                                                               |
| رمز المكالمات الدولي                                      | +256                          | +372                                                                                |
| رمز الإنترنت                                              | .ug                           | .ee                                                                                 |
| المنطقة الزمنية                                           | ت ع م+03:00                   | ت ع م+02:00، ت ع م+03:00، توقيت شرق أوروبا، أوروبا/تالين ‏، توقيت شرق أوروبا الصيفي ‏ |

## منظمات دولية مشتركة
يشترك البلدان في عضوية مجموعة من المنظمات الدولية، منها:
| علم المنظمة | اسم المنظمة                               | تاريخ انضمام أوغندا | تاريخ انضمام إستونيا |
| ----------- | ----------------------------------------- | ------------------- | -------------------- |
|             | مؤسسة التنمية الدولية                     | 27 سبتمبر 1963      | 11 أكتوبر 2008       |
|             | يونسكو                                    | 9 نوفمبر 1962       | 14 أكتوبر 1991       |
|             | وكالة ضمان الاستثمار متعدد الأطراف        | 10 يونيو 1992       | 24 سبتمبر 1992       |
|             | الأمم المتحدة                             | 25 أكتوبر 1962      | 17 سبتمبر 1991       |
|             | الفريق المعني برصد الأرض                  | ?                   | ?                    |
|             | الاتحاد البريدي العالمي                   | ?                   | ?                    |
|             | البنك الدولي للإنشاء والتعمير             | 27 سبتمبر 1963      | 23 يونيو 1992        |
|             | الاتحاد الدولي للاتصالات                  | 8 مارس 1963         | 19 مايو 1922         |
|             | منظمة حظر الأسلحة الكيميائية              | ?                   | ?                    |
|             | مؤسسة التمويل الدولية                     | 27 سبتمبر 1963      | 9 أغسطس 1993         |
|             | المركز الدولي لتسوية المنازعات الاستشارية | 14 أكتوبر 1966      | 23 يوليو 1992        |
|             | منظمة التجارة العالمية                    | ?                   | ?                    |
|             | منظمة الشرطة الجنائية الدولية             | ?                   | ?                    |

## وصلات خارجية
- موقع وزارة الخارجية الأوغندية
- موقع وزارة الخارجية الإستونية